# 支那内学院
支那内学院是由欧阳竟无、呂澂等人于1922年南京创立。最早是依托于金陵刻经处之下的佛学院，後成為獨立的機構。它是一所說佛、教學、刻經和進行佛教研究的機構，與太虛大師創辦的武昌佛學院，成為佛學的兩大重鎮。支那內學院主要是以唯識宗研究為主，旁及印度梵文、巴利文佛學與藏傳佛學，是近代唯識宗復興與佛學研究的主要推手。
1924年支那内学院创办《内学》年刊，是中国最早的纯佛学学术刊物。1929年開始陸續出版《藏要》三輯，收佛典50餘種，300餘卷。1937年，因日軍侵華，院舍及圖書被毀，歐陽竟無率弟子遷至四川江津，建立內學院蜀院。1939年在四川重建學院，效法藏傳佛教與印度佛教傳統，分毗曇、戒律、瑜伽、般若、涅盤5科教學。1940年發起编印《精刻大藏经》。1943年，歐陽竟無病故，由弟子呂澂接任院長，繼續在四川教學研究。中華人民共和國建立後，學院於1952年停辦。